# Die Sonnengöttin
Die Sonnengöttin ist ein deutscher Film aus dem Jahr 1992. Regie führte Rudolf Thome.

## Inhalt
Der Film beginnt in New York, wo Richard Todd Besuch von einer jungen Frau bekommt. Diese hat sich in ihn verliebt, sagt ihm aber, dass sie ihre Wohnung verloren habe. Richard, der gerade an einem filmwissenschaftlichen Aufsatz über  Friedrich Wilhelm Murnau arbeitet, erlaubt ihr in seiner Wohnung zu übernachten.
Zur selben Zeit arbeitet die Künstlerin Martha in ihrem Atelier in Berlin. Sie erwartet Besuch von Richard, der sich im Rahmen seiner Recherche dort aufhalten wird.
Als Richard von Martha vom Flughafen abgeholt wird, besuchen beide die Gruft Murnaus auf dem Südwestkirchhof Stahnsdorf. Dort entdecken sie eine Grabfigur, die Richard an die Sonnengöttin von Akrotiri erinnert. Martha zeigt Richard anschließend ein altes Bild von sich als Säugling, das sie beim Baden in Santorin zeigt.
Richard, der fasziniert von der Idee ist, dass Martha eine moderne Inkarnation der Sonnengöttin sein könnte, reist spontan mit ihr nach Griechenland. Dort besichtigen sie Tempel und Museen und fahren zum Abschluss nach Santorin, an den Strand, an dem Martha als kleines Mädchen gebadet hat.
Martha muss beim Anblick des Strandes gestehen, dass sie sich an nichts mehr erinnern kann. Beim gemeinsamen Baden mit Richard kommt es im Meer zum Geschlechtsverkehr. Richard filmt anschließend Martha, die als Sonnengöttin posiert und sich in Ekstase singt.
Am Tag danach erzählt Martha Richard von ihrem Traum, dass sie als Sonnengöttin von Richard aus dem Tempel befreit wurde und in diesem Moment aufgewacht sei.
Zum Ende lassen sich Martha und Richard von einer Fremdenführerin die antike Ausgrabung von Akrotiri zeigen.

## Kritik
Das Lexikon des internationalen Films urteilte, Die Sonnengöttin sei ein „an seinen großen Ambitionen gescheiterter Film, der zunehmend in Kitsch abgleitet und seine Sinnsuche wie einen Selbsterfahrungsworkshop darstellt“. Weiter heißt es, „mit Thomes 15. Film dürfte selbst [seine treue Fan-Gemeinde] ihre Schwierigkeiten haben“.